# Distretto di Oborniki
Il distretto di Oborniki (in polacco powiat obornicki) è un distretto polacco appartenente al voivodato della Grande Polonia.

## Geografia antropica

### Suddivisioni amministrative
Il distretto comprende 3 comuni.
- Comuni urbano-rurali: Oborniki, Rogoźno
- Comuni rurali: Ryczywół